# Ediciones Paidós
Ediciones Paidós es una editorial española con sede en Barcelona.
Creada inicialmente en Argentina en 1945 como una propuesta pionera vinculada a temas relacionados con la pedagogía y psicología infantil, se orientó posteriormente hacia otras áreas como la filosofía, la sociología y la política. En 1979, abrió una sede en Barcelona, y en 1983, otra en México. En el ámbito de dicha expansión, abarca prácticamente todas las ciencias sociales (comunicación, teoría de la imagen, pensamiento político, psicología, historia), así como áreas de corte divulgativo (autoayuda o educación de los hijos, salud). Trasladada posteriormente la sede hegemónica a Barcelona, se integró definitivamente en el Grupo Planeta en el 2003.

## Catálogo y colecciones
Ensayo académico
- Arte y Educación
- Asterisco
- Básica
- Biblioteca del presente
- Biblioteca Edgar Morin
- Biblioteca Erich Fromm
- Biblioteca Roland Barthes
- Campo Freudiano
- Comunicación
- Comunicación cine
- Comunicación Multimedia
- Contextos
- Controversias
- El Arco de Ulises
- El seminario de Jacques Lacan
- Estado y sociedad
- Estética
- Historia argentina
- Instrumentos
- La memoria del cine
- Lexicón
- Libros Singulares
- Los 7 pecados
- Los pequeños cuadernos de "Cahiers du Cinema"
- Magnum
- Nueva Biblioteca Carl Gustav Jung
- Obras completas de Melanie Klein
- Orientación lacaniana
- Orientalia
- Orígenes
- Paidós Diseño
- Papeles de comunicación
- Papeles de pedagogía
- Películas
- Pensamiento contemporáneo
- Petits Cahiers
- Psicología profunda
- Sesión continua
- Studio
- Surcos
- Temas de educación
- Testimonios
- Transiciones

Libro práctico
- Aprender
- Bib. Nathaniel Branden
- Biblioteca Edward de Bono
- Bolsillo Paidós
- Conversaciones con…
- Cuerpo y Salud
- Divulgación
- Empresa
- Guías para padres
- Junguiana
- Manuales de escritura
- Nueva Tavistock
- Paidós Plural
- Para todos
- Psicología Hoy
- Psicología, psiquiatría, psicoterapia
- Saberes Cotidianos
- Terapia Familiar
- Vida y Salud

Novela
- Alea